# Idle Class
Idle Class ist eine Punkrock-Band aus Münster, welche 2011 gegründet wurde. Die Band besteht aus Leadsänger Tobias Pelz, Leadsänger/Bassist Benjamin Bunzel, den Gitarristen Josua Rieber und Daniel Georgiou und Schlagzeuger Stefan Langener.
Bis Ende 2015 brachte die Band zwei Studioalben, zwei EPs und diverse Samplerbeiträge auf verschiedenen Labels heraus.

## Geschichte
Im November 2011 wurde die Band Idle Class im westfälischen Münster gegründet. Im Frühjahr 2012 veröffentlichte die Band in Eigenregie eine erste EP mit dem Titel Stumbling Home, die im Oktober 2012 durch das schwedische Label Black Star Foundation auf Vinyl wiederveröffentlicht wurde.
Nach ca. 50 Konzerten zog sich die Band zurück, um an ihrem ersten Studioalbum zu arbeiten. Im Sommer 2013 wurde der Debüt-Longplayer The Drama’s Done von Black Star Foundation auf CD und Vinyl herausgebracht. Es folgten zahlreiche Auftritte im Vorprogramm von Bands wie Anti-Flag, Itchy Poopzkid, Samiam und Taking Back Sunday sowie auf diversen Festivals in Deutschland, Frankreich, der Schweiz, Österreich und den Beneluxstaaten.
Nach dem Release der Split-EP zusammen mit Fights and Fires im Oktober 2014 wurde die Band – wegen der Auflösung von Black Star Foundation – beim Münsteraner Label Uncle M unter Vertrag genommen.
2015 nahm Idle Class im Ghostcity Recordings Studio bei Nürnberg mit dem Produzenten Bastian Hartmann das zweite Album Of Glass and Paper auf, welches im September 2015 via Uncle M veröffentlicht wurde.

## Diskografie

### Alben
- 2013: The Drama’s Done (CD/LP/Digital, Black Star Foundation)
- 2015: Of Glass and Paper (CD/LP/Digital, Uncle M)

### EPs
- 2012: Stumbling Home (CD/LP/Digital, Black Star Foundation)
- 2014: Split-EP mit Fights and Fires (7"-Vinyl/Digital, Black Star Foundation)

### Samplerbeiträge
- 2013: Benefit Compilation Volume 3 (Hardcore Help Foundation)
- 2014: Gleiches Unrecht für Alle (Schallhafen, Heartcooksbrain, My Favourite Chords)
- 2015: Steved, Screwed and Inked since 2012 (Uncle M)
- 2017: Sea Shepherd Benefit Vol. 2 (Uncle M)